# OASIS (기관)

Logo

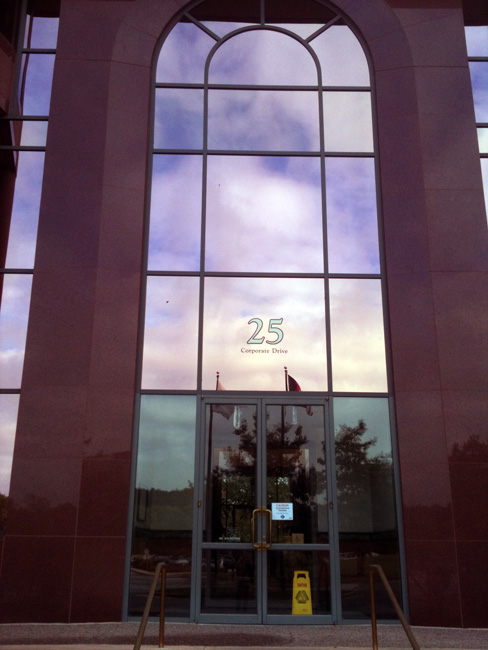

OASIS(Organization for the Advancement of Structured Information Standards)는 보안, 사물인터넷, 에너지, 콘텐츠 기술, 긴급 관리 등의 기타 분야를 위한 표준의 개발, 컨버전스, 채택을 담당하는 비영리 기관이다.

## 개발 중인 표준
아래 표준들은 OASIS 기술 위원회에 의해 개발 중이다:
- AMQP
- BCM
- CAP
- CAM
- CAMP
- CMIS
- CIQ
- 닥북
- DITA
- EML
- EDXL
- GeoXACML
- KMIP
- Legal XML LegalDocumentML (Akoma Ntoso), LegalRuleML, Electronic Court Filing, eNotarization 표준.
- MQTT
- oBIX
- 오픈 차지 포인트 프로토콜(OCPP)
- 오픈도큐먼트
- OSLC
- SAML
- SDD
- SPML
- TOSCA
- UBL
- UDDI
- VirtIO
- WebCGM
- WS-BPEL
- WSDM
- XACML
- XDI
- XLIFF
- XRI